# Maruli
Maruli, Marulis sau Marulo a fost catepan bizantin de Italia în anii 1061 și 1062.
Maruli a ajuns la Bari în anul 1061 la solicitarea împăratului Constantin al X-lea Ducas, ultimul împărat bizantin care a manifestat interes pentru recucerirea terenurilor pierdute din Italia de sud, însă a fost nevoit să ia imediat o atitudine defensivă, în fața progreselor tot mai clare ale normanzilor în regiune. El a fost succedat în funcție de către Sirianus.